# Ernst Lindahl (direktör)
Ernst August Louis Lindahl, född 4 april 1864 Göteborg, död 7 februari 1927 i Malmö, var verkställande direktör vid sjöförsäkringsaktiebolaget Öresund, ett av dåtidens största sjöförsäkringsaktiebolag. 

## Biografi
Ernst Lindahl föddes i Göteborg men flyttade år 1894 till Malmö, då han blev verkställande direktör i sjöförsäkringsaktiebolaget Öresund, som under hans chefskap fick en mycket framgångsrik utveckling.[källa behövs]

## Falsterbo golfklubb
År 1909 invaldes Ernst Lindahl till första ordförande i anrika Falsterbo golfklubb efter att han tillsammans med Erik Schweder och Adolf Faxe samt ytterligare fem andra golfintresserande ledamöter, på hotell Kramer i Malmö varit med om att bilda klubben. 
I Sydsvenska Dagbladet kommenterades detta: "Golfspelet kan närmast liknas vid biljardspel i det fria och har den stora fördelen att det idkas av både gamla och unga, damer som herrar".
Ernst Lindahl hade alltid ett stort hjärta för idrotten, och han var under många år styrelseledamot i aktiebolaget idrottsplatsen där han även ivrigt sponsrade stora event. Därjämte var han hedersledamot i Falsterbo golfklubb.

## Utmärkelser
Tack vare sin välgörenhet och sitt engagemang i olika samhällsfrågor så utmärktes Lindahl med Ryska Sankt Stanislaus-orden, Kungliga Vasaorden samt Kungliga nordstjärneorden.